# Dameneishockey-Bundesliga 2000/01
Die Saison 2000/01 der österreichischen Dameneishockey-Bundesliga wurde mit fünf Mannschaften ausgetragen. Titelverteidiger waren die Gipsy Girls Villach. Neuer Meister wurden zum ersten Mal in der Vereinsgeschichte die Vienna Flyers, nachdem die Mannschaft aus Villach die Liga in den ersten beiden Jahren ihres Bestehens dominiert hatte. Diese musste sich jedoch in dieser Saison nach zwei deutlichen 0:5-Niederlagen im Halbfinale gegen den späteren Meister geschlagen geben.

## Grunddurchgang
| Platz | Team                 | Spiele | Pts | W (OTW) | L (OTL) | GF:GA | GD  |
| ----- | -------------------- | ------ | --- | ------- | ------- | ----- | --- |
| 1     | EHV Sabres Wien      | 8      | 16  | 8 (0)   | 0 (0)   | 51:8  | +43 |
| 2     | Vienna Flyers        | 8      | 10  | 5 (0)   | 3 (0)   | 45:13 | +32 |
| 3     | Gipsy Girls Villach  | 8      | 10  | 5 (0)   | 3 (0)   | 30:17 | +13 |
| 4     | Wildcats St. Johann  | 8      | 3   | 1 (0)   | 7 (1)   | 5:55  | −50 |
| 5     | Red Angels Innsbruck | 8      | 2   | 1 (1)   | 7 (0)   | 5:43  | −38 |

## Playoffs

### Halbfinale
- EHV Sabres Wien – Wildcats St.Johann: 2:0 (6:2, 6:0)
- Vienna Flyers – Gipsy Girls Villach: 2:0 (5:0, 5:0)

### Finale
- Vienna Flyers – EHV Sabres Wien: 2:0 (5:3, 4:3)

## Meisterschaftsendstand
1. Vienna Flyers
2. EHV Sabres Wien
3. Wildcats St. Johann
4. Gipsy Girls Villach
5. Red Angels Innsbruck